# Дракохелис
Дракохелис (лат. Dracochelys, от лат. Draco — дракон, и лат. chelys — черепаха) — вымерший род скрытошейных черепах (Cryptodira). Включает единственный вид Dracochelys bicuspis. Окаменелости дракохелиса найдены в Синьцзян-Уйгурском автономном районе, Китай, в верхних слоях формации Lianmuxin (Lianmuqin), сформировавшихся с аптского по альбский века раннего мелового периода.

## История
Изолированный череп из раннемеловых озёрных отложений Тугулу был кратко упомянут Ye в публикации 1973 года и по причине хорошо развитой черепной крыши отмечен как, вероятно, принадлежащий группе Amphichelydia. В 1992 году Gaffney и Ye описали по этой находке новый таксон Dracochelys bicuspis, поместив его в семейство Macrobaenidae. Систематика сохраняется у Sukhanov (2000), а в 2001 году Дональд Б. Бринкман определил дракохелиса в семейство синэмидид (Sinemydidae). В 2010 году Бринкман с коллегами вновь определил дракохелиса как представителя Macrobaenidae, но последующие авторы определяют его как синэмидида.
В 2003 году Maisch и коллеги описали из апто-альбских отложений второй вид —  Dracochelys wimani, который позднее был признан младшим синонимом уже открытой черепахи Wuguia efremovi.

## Описание
Голотип (IVPP V4075) состоит из хорошо сохранившегося частичного черепа. Внутренний сонный канал лишь частично заполнен костью. Каротидное базисфеноидное отверстие полностью образовано базисфеноидом и различимо снизу, как у Sinemys, но не как у многих других скрытошейных, у которых внутренний сонный канал полностью заполнен костью, а каротидное базисфеноидное отверстие хотя бы частично образовано птеригоидом (крыловидной костью). Череп дракохелиса напоминает по форме черепа кайманову черепаху (Chelydra) и Hangaiemys, но относительно более плоский и широкий, с более заметными отверстиями; лобная кость в отличие от Chelydridae заходит в орбиту; степень височной выемки аналогична таковой у Hangaiemys и Chelydra; степень вогнутости щёк как у каймановой черепахи; стёртые поверхности отличают дракохелиса от других Chelydridae, Sinemys, Hangaiemys, Macrobaena и Macrobaenidae, поскольку они более узкие, с парными бугорками на предчелюстно-верхнечелюстном шве. Заднее нёбное отверстие относительно крупнее, чем у каймановой черепахи, имеет больше сходств с Hangaiemys; сошниковый гребень простирается на всю длину кости, тоже как у Hangaiemys; черепной ушной отросток сравнительно небольшой, ушное отверстие узкое, содержит только стремечко, но не полностью закрыто костью, в отличие от каймановой черепахи; вертикальная пластинка наружного птеригоидного отростка крупнее, чем у любой другой черепахи; птеригоидо-базиоцципитальный контакт, наблюдаемый у Chelydridae и многих скрытошейных, у дракохелиса значительно уменьшен за счет заднелатерального отростка базисфеноида. Глубокая вогнутость на квадратном отростке крыловидной кости, как у Hangaiemys, но не как у Sinemys, образца TMP 87.2.1 и Chelydridae. Квадратоскуловая кость полностью отсутствует слева и сохранилась лишь в виде фрагмента справа. Фрагмент содержит заглазнично-квадрато-скуловой шов и находится в положении, соответствующем относительно небольшому С-образному квадратно-скуловому шву, характерная особенность для многих ранних Chelydridae.
Длина панциря дракохелиса около 30 см, карапакс почти плоский, овальный, длина превосходит ширину. Затылочная выемка ограничивается передними выступами первых периферийных отростков. Поверхность карапакса украшают неравномерно разбросанные отверстия и желобки. Бороздки представлены слабо, панцирь едва ли поднимается над ними или над складчатым краем, как часто бывает у раннемеловых азиатских скрытошейных черепах.
Дракохелис отличается от Xinjiangchelys (он же Sinemys wuerhoensis) более широким черепом и превосходит его в размерах более чем вдвое.